# Una scatenata coppia di sbirri
Una scatenata coppia di sbirri (Die Draufgänger) è una serie televisiva poliziesca tedesca. Prodotta nel 2010, in
Italia è trasmessa su Rai 2 dal 25 giugno 2012. L'episodio pilot è stato mandato in onda in Germania il 23 dicembre 2010.

## Trama
I protagonisti sono Carl Berger e Marcus Maiwald, due commissari di polizia. I due sono però molto diversi tra di loro, cosa che complicherà il loro lavoro: se infatti Carl ama rischiare e segue l'istinto, Marcus preferisce seguire le regole e proseguire le indagini con scrupolo.
Due universi molto lontani, capaci però di entrare in sintonia quando si tratta di risolvere un caso, sfruttando uno le doti dell'altro. Il tutto, ovviamente, non senza creare qualche disagio e momento divertente, seguendo così il filone dei polizieschi made in Germania, dove le scene d'azione sono intramezzate da momenti comedy.

## Cast
Nel cast della serie anche Nadeshda Brennicke (Verona Winter), Fabian Hinrichs (Christoph Weber), Anna von Berg (Sandra Maiwald) ed Aurelia Selene Schäfer (Loretta Maiwald).